# Siphonogorgia annulata
Siphonogorgia annulata är en korallart som först beskrevs av Harrison 1908.  Siphonogorgia annulata ingår i släktet Siphonogorgia och familjen Nidaliidae. Inga underarter finns listade i Catalogue of Life.